# Nemanja Aleksandrov
Nemanja Aleksandrov (in serbo Немања Александров?; Belgrado, 10 aprile 1987) è un ex cestista serbo.
Alto 210 cm, giocava come ala grande.

## Carriera

### Club
Trascorre i suoi primi 7 anni di carriera da cestista professionista nel suo paese natale, la Serbia. 2002-2003 gioca nel Campionato serbo con il Reflex Belgrado, dal 2003 al 2006 con il Zeleznik e poi dal 2006 al 2009 passa alla Stella Rossa. La stagione 2009-2010 la disputa nel Campionato sloveno nelle file dell'Union Olimpija.
Dall'estate 2010 si trasferisce in Italia per indossare la maglia della Victoria Libertas Pesaro in Serie A.

### Nazionale
Nel 2007 è stato convocato per gli Europei in Spagna con la maglia della nazionale della Serbia.

## Palmarès
- Coppa di Serbia e Montenegro: 1

FMP Železnik: 2005
- Coppa di Slovenia: 1

Union Olimpija: 2010
- Coppa di Germania: 1

EWE Baskets Oldenburg: 2015